# ألفريد بستاني
ألفريد أفرام بُستاني (1910، دير القمر - 1969، بيروت) كاتب وباحث لبناني. كان مستشار الجنرال فرانكو للشؤون الشرقية ومؤسس معهد تطوان للدروس الشرقية في المغرب الذي شغل عدة مناصب ثقافية وسياسية في الدولة الإسبانية. كما عمل في إحياء المخطوطات ونشرها.

## حياته
هو ألفريد بن جرجس بن شبلي بن أفرام البستاني، ولد في دير القمر عام 1910م. تعلم وعلم بها ورحل إلى إسبانيا عام 1938 فأتقن الإسبانية مع الفرنسية وأقام في تطوان مدرساً ومشرفاً على الإذاعة العربية فيها أيام الاحتلال الإسباني، ثم رئيساً للقسم العربي في معهد الجنرال فرنكو. 

له كتاب النقد الأدبي باللغة الفرنسية وحقق عدداً من المخطوطات والشروح والفهارس والتراجم، كما له عدة أبحاث في دائرة المعارف وقاموس عام باللغات الإسبانية والفرنسية والعربية.

وفي الإسبانية له كتاب الميثولوجيا اليونانية والمعلقات الجاهلية والإمامة في الإسلام. كما ترك أبحاثاً منها تاريخ الموسيقى الأندلسية ورحلات إلى المدن الرومانية في الشمال الأفريقي.

ونشر نفائس من مخطوطات، منها نبذة العصر في أخبار ملوك بني نصر، كليات ابن رشد، رحلة الوزير في افتكاك الأسير و دراسة عن الموسيقى. توفي في 1969.

## أعماله
- نبذة العصر في أخبار ملوك بني نصر: 1940.
- كليات ابن رشد
- رحلة الوزير في افتكاك الأسير
- دراسة عن الموسيقى
- الميثولوجيا اليونانية
- المعلقات الجاهلية
- الإمامة في الإسلام
- تاريخ الموسيقى الأندلسية
- رحلات إلى المدن الرومانية في الشمال الأفريقي